# Ylva Nowén
Ylva Nowén, née le 5 janvier 1970 à Frösön, est une ancienne skieuse alpine suédoise.

## Palmarès

### Coupe du monde
- Meilleur classement au Général : 6e en 1998.
- Vainqueur du classement du Slalom en 1998.
- 4 succès en course (4 en Slalom)
- 12 Podiums

#### Saison par saison
- 1998 :
  - Slalom : 4 victoires (Val d'Isère ( France), Lienz × 2 ( Autriche), Bormio ( Italie))

(État au 28 janvier 2006)